# FC São Paulo (Frauenfußball)
Die Frauenfußballabteilung des FC São Paulo aus Brasilien wurde erstmals 1981 gebildet und befindet sich aktuell in der Neustrukturierung.

## Geschichte
Laut dem Sportjournalisten Thomaz Mazzoni († 1970; A Gazeta Esportiva) soll der SPFC im Jahr 1940 erstmals ein Frauenfußballspiel gegen den America FC aus Rio de Janeiro ausgetragen haben. Allerdings sei die Zuschauerresonanz dieser Partie so niedrig gewesen, dass der Club auf eine erneute Aufstellung eines Frauenteams verzichtete. Nur ein Jahr darauf ist in Brasilien die vereinsmäßige Organisierung von Frauenfußball gesetzlich verboten wurden. Nachdem dieses Verbot 1979 gefallen war, gründete der Club 1981 erstmals eine eigene Sektion für Frauenfußball. Das Team spielte bis zum Ende dieses Jahrzehnts auf Amateurniveau in einigen Stadtmeisterschaft und Regionalturnieren, bevor es wieder aufgelöst wurde.
Nach dem schlechten Abschneiden der brasilianischen Nationalmannschaft der Frauen bei den ersten Weltmeisterschaften und den olympischen Spielen 1996 in Atlanta wurde von Seiten des nationalen Fußballverbandes CBF eine Professionalisierung des Frauenfußballsports angestoßen um das spielerische Niveau zu heben. Nach dem SPFC gründeten damals auch alle anderen großen Clubs des Staates São Paulo ihre entsprechenden Vereinssektionen, mit denen sie zur Saison 1997 die erste professionell organisierte Staatsmeisterschaft im Frauenfußball ausspielten. Der SPFC gewann die Meisterschaft nach einem Finalsieg gegen den FC Santos. Im November desselben Jahres gewann er auch das in Taubaté ausgerichtete Meisterschaftsturnier der CBF. Gegen den Portuguesa konnte auch die Staatsmeisterschaft von 1999 gewonnen werden. Bekannte Aktive dieser Zeit waren die Spielführerin Sissi, die Torjägerin Kátia Cilene, die Torhüterinnen Andréia Suntaque und Marlisa Wahlbrink, sowie die Nachwuchsspielerinnen Rosana, Emily Lima und Formiga. Übungsleiter dieses Teams war José „Zé“ Duarte, der zugleich auch die Nationalmannschaft trainierte. Mangelndes Zuschauerinteresse und finanzielle Erwägungen haben beim SPFC wie bei fast allen anderen großen Clubs nach der Saison 2001 zur erneuten Auflösung der Frauenmannschaft geführt.
Zur Staatsmeisterschaft 2015 ist der SPFC mit einem neuen Team in den Frauenfußball zurückgekehrt, dem unter anderem die Spielmacherin Djenifer Becker und die argentinische Torjägerin Florencia Soledad Jaimes angehört haben. Auf Anhieb konnte das Meisterschaftsfinale erreicht werden, in dem man gegen den São José EC unterlegen war. Trotz dieses Erfolges ist in Ermangelung eines Sponsors unmittelbar darauf die abermalige Auflösung der Mannschaft erfolgt. Aktuell treibt der SPFC seine Ambitionen auf eine zeitlich absehbare Rückkehr in den Spielbetrieb voran. In der Saison 2017 ist er eine Partnerschaft mit dem Nachwuchszentrum Centro Olímpico zum Aufbau eines neuen Profiteams eingegangen. Die Nachwuchsmannschaft hat in jenem Jahr die erstmals ausgetragene U17-Meisterschaft des Staates São Paulo gewonnen.
Im Januar 2019 bestätigte der Club die Verpflichtung der mehrfachen Nationalspielerin Cristiane für die kommende Saison. Mit dem Einzug ins Halbfinale der Série A2 vollendete der SPFC am 20. Juli 2019 seinen Aufstieg in die erste Liga zur folgenden Spielzeit.

## Spielstätten
Als Spielstätten für sein Frauenteam nutzt der SPFC verschiedene kleinere Lokalitäten, wie die Arena Barueri in der gleichnamigen Vorstadt oder das Estádio Nicolau Alayon. Finalspiele werden auf heimischen Grund ausgetragen, auf einem Spielfeld des Sozialkomplexes des Estádio do Morumbi.

## Erfolge
Erste Mannschaft:
| Meisterschaft der Série A2        | (1×): | 2019       |
| Brasilianischer Superpokal        | (1×): | 2025       |
| Taça Brasil                       | (1×): | 1997       |
| Staatsmeisterschaft von São Paulo | (2×): | 1997, 1999 |

Nachwuchs:
| Brasilianische U18-Meisterschaft      | (1×): | 2021                               |
| U17-Staatsmeisterschaft von São Paulo | (6×): | 2017, 2018, 2019, 2021, 2022, 2023 |

## Weblink
- spfcpedia.blogspot.de - Futebol Feminino (portugiesisch)